# Kommunistische Partei Kanadas
Die Kommunistische Partei Kanadas (englisch Communist Party of Canada, CPC; französisch Parti communiste du Canada, PCC) ist eine 1921 entstandene Partei in Kanada. Sie vertritt einen marxistisch-leninistischen Standpunkt und ist nach der Liberalen Partei Kanadas die zweitälteste noch aktive Partei des Landes. Einst in mehreren Parlamenten vertreten, konzentriert sich die CPC inzwischen hauptsächlich auf außerparlamentarische Aktivitäten.

## Positionen
Die CPC wendet sich gegen die vorherrschende Meinung, dass das mit der kapitalistischen Wirtschaftsweise verbundene Gesellschaftsmodell das Ende der menschlichen Entwicklung sein soll. Sie betont in ihrem Programm, dass eben der Kapitalismus auch eigentlich demokratische Institutionen ihres wahren Charakters beraubt.
Für Kanada speziell schätzt die CPC die Lage derart ein, als dass Kanada sich einerseits ökonomisch und politisch in vollkommener Abhängigkeit der Vereinigten Staaten befinde, da transnationale US-Konzerne bedeutende Teile der kanadischen Wirtschaft kontrollieren – vermeintlich in einem größeren Maße als in jedem anderen derartig entwickelten Land.
Daraus resultieren nach Ansicht der CPC Probleme Kanadas in Bezug auf die Verschmutzung der Umwelt, die finanziellen Einschnitte in der Bildung und dem Gesundheitswesen, sowie die schlechte soziale und kulturelle Entwicklung des ländlichen Raums als auch der Landwirtschaft selbst.
Sie fordert daher unter anderem die Einführung der 32-Stunden-Woche und einen Mindestlohn von 20 Dollar sowie die Verstaatlichung von Banken und Schlüsselindustrien. Zudem setzt sich die CPC stark für die Rechte der First Nations und für Frauenrechte ein. Außenpolitisch wird eine Abwendung von den USA befürwortet und im Nahostkonflikt eine uneingeschränkt pro-palästinensische Haltung eingenommen.

## Geschichte
Die Kommunistische Partei Kanadas wurde 1921 von radikalen Aktivisten der Arbeiterbewegung als zunächst illegale Organisation gegründet und kurz darauf in die Kommunistische Internationale aufgenommen. Die Partei unterstützte die Sowjetunion bedingungslos und setzte anfangs vor allem auf das Mittel des Streiks. Ende der 1920er Jahre kam es zu einem Zerwürfnis zwischen den Stalinisten und den Trotzkisten, woraufhin letztere einschließlich des langjährigen Parteivorsitzenden Maurice Spector die CPC verließen.
Die Weltwirtschaftskrise Ende der 20er und Anfang der 30er Jahre veränderte das politische System Kanadas, neben der Gründung einiger neuer Parteien konnte die Kommunistische Partei Kanadas so an Einfluss und Popularität gewinnen (u. a. durch die Verfünffachung der Stimmen bei den Wahlen 1935 ersichtlich). Gleichzeitig wurden viele kanadische Kommunisten jedoch politisch verfolgt, der Generalsekretär Tim Buck wurde bspw. zu zwei Jahren Zwangsarbeit verurteilt, und die Partei 1940 schließlich in die Illegalität gedrängt. Obwohl auf diese Weise von Wahlen ausgeschlossen, blieb die CPC durch Streiks politisch aktiv und erfreute sich steigender Beliebtheit in ärmeren Bevölkerungsschichten.
Bei Ausbruch des Zweiten Weltkriegs begehrten die Kommunisten zunächst heftig gegen Kanadas Eintritt in den Krieg auf, wofür viele CPC-Mitglieder interniert wurden, während manche in die USA flohen. Erst durch Hitlers Angriff auf die Sowjetunion änderte sich die Haltung der Kommunisten, die fortan die kanadischen Kriegsanstrengungen als Beitrag zum antifaschistischen Kampf betrachteten.
1943 wurde die Labor-Progressive Party als legale Ersatzorganisation der verbotenen CPC gegründet. Der Gewerkschaftsführer Fred Rose konnte bei der Parlamentswahl 1945 als erster kommunistischer Abgeordneter ins kanadische Unterhaus einziehen. Zu dieser Zeit hielt die Partei zudem 13 weitere Sitze in regionalen Parlamenten. Im Zuge des heraufziehenden Kalten Krieges standen jedoch mehrere kanadische Kommunisten unter Spionageverdacht, was neben Chruschtschows Abrechnung mit Stalin und dem sowjetischen Einmarsch in Ungarn zu einer Krise der Partei führte. 1959 benannte sich die „Labor-Progressive Party“ wieder in „Communist Party of Canada“ um.
Nach Ende dem Ende des Kalten Krieges und dem Zerfall der Sowjetunion mehrten sich innerhalb der CPC die Stimmen, die eine Distanz vom Marxismus-Leninismus und eine Hinwendung zu eher sozialdemokratischen Positionen forderten. Der reformerisch gesinnte Parteivorsitzende George Hewison konnte sich gegen den starken marxistisch-leninistischen Flügel jedoch nicht durchsetzen, woraufhin die Reformer die Partei verließen.

## Parteiorganisation

### Generalsekretäre

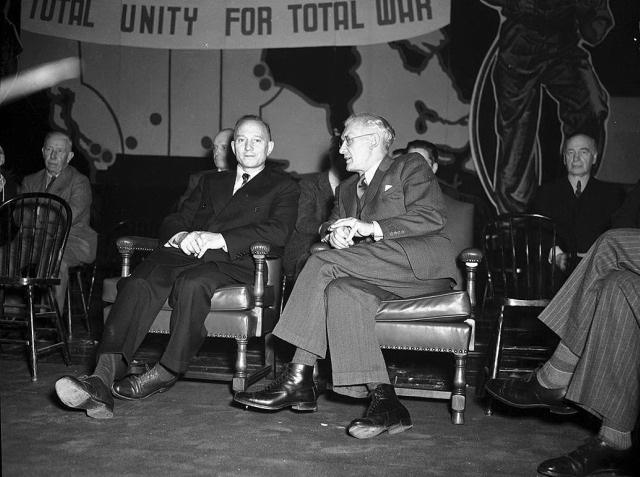
Tim Buck (links), 1942

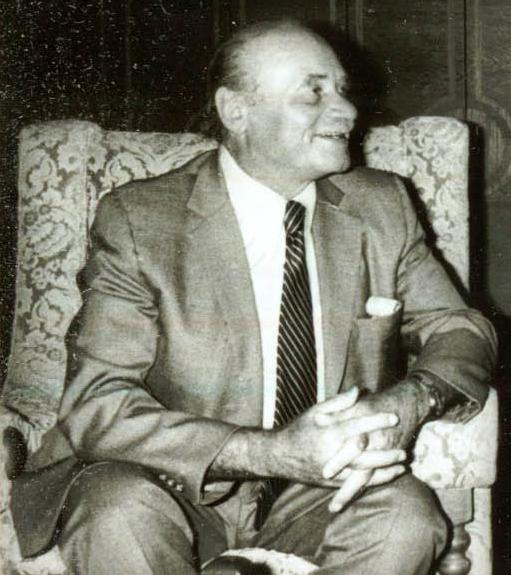
William Kashtan, 1978

| Name             | Amtszeit  |
| ---------------- | --------- |
| Tom Burpee       | 1921      |
| William Moriarty | 1921–1923 |
| Jack MacDonald   | 1923–1929 |
| Tim Buck         | 1929–1962 |
| Leslie Morris    | 1962–1964 |
| William Kashtan  | 1965–1988 |
| George Hewison   | 1988–1992 |
| Miguel Figueroa  | 1992–2016 |
| Elizabeth Rowley | seit 2016 |

### Parteitage
| Bezeichnung     | Datum                    |
| --------------- | ------------------------ |
| I. Parteitag    | 28. – 29. Januar 1921    |
| II. Parteitag   | 22. – 23. Februar 1922   |
| III. Parteitag  | 22. – 24. Februar 1923   |
| IV. Parteitag   | 18. – 20. April 1924     |
| V. Parteitag    | 11. – 13. September 1925 |
| VI. Parteitag   | 28. – 31. Januar 1927    |
| VII. Parteitag  | 31. Mai – 7. Juni 1929   |
| VIII. Parteitag | 23. – 28. Juli 1934      |
| IX. Parteitag   | 8. – 12. Oktober 1937    |
| X. Parteitag    | 21. – 22. August 1943    |
| XI. Parteitag   | 1. – 5. Juni 1946        |
| XII. Parteitag  | 4. – 8. Februar 1949     |
| XIII. Parteitag | 25. – 28. Januar 1951    |
| XIV. Parteitag  | 25. – 28. März 1954      |

| Bezeichnung       | Datum                   |
| ----------------- | ----------------------- |
| XV. Parteitag     | 19. – 22. April 1957    |
| XVI. Parteitag    | 9. – 12. Oktober 1959   |
| XVII. Parteitag   | 19. – 21. Januar 1962   |
| XVIII. Parteitag  | 27. – 30. März 1964     |
| XIX. Parteitag    | 21. – 24. Mai 1966      |
| XX. Parteitag     | 4. – 6. April 1969      |
| XXI. Parteitag    | 27. – 29. November 1971 |
| XXII. Parteitag   | 18. – 20. Mai 1974      |
| XXIII. Parteitag  | 9. – 11. Oktober 1976   |
| XXIV. Parteitag   | 5. – 7. Januar 1980     |
| XXV. Parteitag    | 13. – 15. Februar 1982  |
| XXVI. Parteitag   | 5. – 8. April 1985      |
| XXVII. Parteitag  | 20. – 24. Mai 1988      |
| XXVIII. Parteitag | 1990                    |

| Bezeichnung        | Datum                        |
| ------------------ | ---------------------------- |
| XXIX. Parteitag    | ...                          |
| XXX. Parteitag     | 1992                         |
| XXXI. Parteitag    | 1995                         |
| XXXII. Parteitag   | 1998                         |
| XXXIII. Parteitag  | 2001                         |
| XXXIV. Parteitag   | 29. Januar – 1. Februar 2004 |
| XXXV. Parteitag    | 1. – 4. Februar 2007         |
| XXXVI. Parteitag   | 5. – 7. Februar 2010         |
| XXXVII. Parteitag  | 5. – 7. April 2013           |
| XXXVIII. Parteitag | 21. – 23. Mai 2016           |
| XXXIX. Parteitag   | Mai 2019                     |
| XXXX. Parteitag    | 1. – 3. Juli 2022            |

## Wahlergebnisse
| Wahl                            | Stimmen | %      |
| ------------------------------- | ------- | ------ |
| Kanadische Unterhauswahl 1930   | 004.557 | 0,12 % |
| Kanadische Unterhauswahl 1935   | 020.140 | 0,46 % |
| Kanadische Unterhauswahl 1940   | 008.699 | 0,19 % |
| Kanadische Unterhauswahl 1945 1 | 111.892 | 2,13 % |
| Kanadische Unterhauswahl 1949 1 | 032.623 | 0,56 % |
| Kanadische Unterhauswahl 1953 1 | 059.622 | 1,06 % |
| Kanadische Unterhauswahl 1957 1 | 007.760 | 0,12 % |
| Kanadische Unterhauswahl 1958 1 | 009.769 | 0,13 % |
| Kanadische Unterhauswahl 1962   | 006.360 | 0,08 % |

| Wahl                          | Stimmen | %      |
| ----------------------------- | ------- | ------ |
| Kanadische Unterhauswahl 1963 | 04.234  | 0,05 % |
| Kanadische Unterhauswahl 1965 | 04.285  | 0,06 % |
| Kanadische Unterhauswahl 1968 | 04.465  | 0,05 % |
| Kanadische Unterhauswahl 1974 | 12.100  | 0,13 % |
| Kanadische Unterhauswahl 1979 | 09.141  | 0,08 % |
| Kanadische Unterhauswahl 1980 | 06.022  | 0,06 % |
| Kanadische Unterhauswahl 1984 | 07.479  | 0,06 % |
| Kanadische Unterhauswahl 1988 | 07.066  | 0,05 % |
| Kanadische Unterhauswahl 2000 | 08.776  | 0,09 % |

| Wahl                          | Stimmen | %      |
| ----------------------------- | ------- | ------ |
| Kanadische Unterhauswahl 2004 | 04.426  | 0,03 % |
| Kanadische Unterhauswahl 2006 | 03.022  | 0,02 % |
| Kanadische Unterhauswahl 2008 | 03.572  | 0,03 % |
| Kanadische Unterhauswahl 2011 | 02.925  | 0,02 % |
| Kanadische Unterhauswahl 2015 | 04.393  | 0,02 % |
| Kanadische Unterhauswahl 2019 | 03.905  | 0,02 % |
| Kanadische Unterhauswahl 2021 | 04.700  | 0,03 % |